# Marinko Koščec
Marinko Koščec (Zagreb, 1967) is een romanschrijver, essayist en vertaler uit Kroatië.

## Leven en werk
Koščec is afgestudeerd in de Engelse en Franse taal en de Franse literatuur aan de Universiteit van Zagreb. Hij vervolgde zijn studie in Parijs en promoveerde op het oeuvre van Michel Houellebecq, dat hij ook heeft vertaald in het Kroatisch. Dat hij een aantal jaren in het buitenland heeft gewoond en gestudeerd, vindt men terug in zijn werk. Hij is meer dan menig ander Kroatisch schrijver thematisch gericht op West-Europa en daarbuiten. Zijn observaties van het leven in het westen zijn humoristisch en kritisch. Niet minder spottend is zijn beschrijving van het leven in zijn vaderland. De stemming in zijn romans doet vaak denken aan de drukkende sfeer en een apocalyptisch toekomstbeeld dat men ook bij Houellebecq aantreft. Zijn schrijfstijl is modern, ietwat haastig, verwonderend, scherp. Hij durft te experimenteren met de inhoud en de structuur van zijn romans. Hij is vertaald naar het Engels, het Frans en het Nederlands.
Koščec is als docent Franse literatuur verbonden aan de Filosofische faculteit van de Universiteit van Zagreb. Daarnaast werkt hij als redacteur bij een uitgeverij en verzorgt hij workshops creatief schrijven.

### Romans
- 1999 Otok pod morem (Het eiland onder de zee)
- 2001 Netko drugi, suita za šest pripovjedača (Iemand anders, een suite voor zes vertellers) - In Nederland deels uitgegeven als onderdeel van 'Voetbal, engelen, oorlog - een bloemlezing uit het Kroatische fictieve proza', PAMAC, 2013
- 2003 Wonderland
- 2005 To malo pijeska na dlanu (Een handjevol zand), in het Engels uitgegeven als 'A Handful of Sand', Istrosbooks 2013
- 2008 Centimetar od sreće (Een centimeter vanaf het geluk) in Nederland uitgegeven door KLIN in 2014, vertaald door Sanja Kregar
- 2011 Četvrti čovjek (De vierde man)
- 2016 U potrazi za početkom kruga (Op zoek naar het begin van de cirkel)

### Andere werken
- 2003 Skice za portret suvremene francuske proze, zbirka eseja i prijevoda (Schetsen voor een portret van het hedendaagse Franse proza, een verzameling essays en vertalingen)
- 2007 Mrmor u mraku, antologija suvremene francuske kratke priče (Gemompel in het donker, een bloemlezing van hedendaagse Franse korte verhalen)
- 2007 Michel H. - mirakul, mučenik, manipulator, studija djela Michela Houellebecqa (Michel H. - tovenaar, martelaar of manipulator, studie van werken van Michel Houellebecq)

- Bibliothèque nationale de France: cb145690736 (data)
- International Standard Name Identifier: 0000 0000 7843 2090
- Library of Congress Control Number: no99077063
- Nationale Bibliotheek van Tsjechië: js20020812869
- Nederlandse Thesaurus van Auteursnamen: 363916288
- Système universitaire de documentation: 202824446
- Virtual International Authority File: 58720954
- WorldCat: E39PBJyrVfhT4KQvYFH8ycT8md